# Ван-Дайн (Вісконсин)
Ван-Дайн (англ. Van Dyne) — переписна місцевість (CDP) в США, в окрузі Фон-дю-Лак штату Вісконсин. Населення — 292 особи (2020).

## Географія
Ван-Дайн розташований за координатами 43°53′10″ пн. ш. 88°29′52″ зх. д. / 43.88611° пн. ш. 88.49778° зх. д. (43.886199, -88.497794).  За даними Бюро перепису населення США в 2010 році переписна місцевість мала площу 2,05 км², з яких 2,04 км² — суходіл та 0,00 км² — водойми.

## Демографія
Згідно з переписом 2010 року, у переписній місцевості мешкало 279 осіб у 113 домогосподарствах у складі 81 родини. Густота населення становила 136 осіб/км².  Було 122 помешкання (60/км²).
Расовий склад населення:
| - 97,8 % — білих - 0,4 % — вихідців з тихоокеанських островів - 0,4 % — корінних американців - 0,4 % — чорних або афроамериканців - 0,4 % — азіатів |

До двох чи більше рас належало 0,7 %. Частка іспаномовних становила 0,4 % від усіх жителів.
За віковим діапазоном населення розподілялося таким чином: 19,4 % — особи молодші 18 років, 67,3 % — особи у віці 18—64 років, 13,3 % — особи у віці 65 років та старші. Медіана віку мешканця становила 42,5 року. На 100 осіб жіночої статі у переписній місцевості припадало 95,1 чоловіків;  на 100 жінок у віці від 18 років та старших — 97,4 чоловіків також старших 18 років.
Середній дохід на одне домашнє господарство  становив 62 096 доларів США (медіана — 56 500), а середній дохід на одну сім'ю — 69 376 доларів (медіана — 68 214). За межею бідності перебувало 5,0 % осіб, у тому числі 0,0 % дітей у віці до 18 років та 0,0 % осіб у віці 65 років та старших.
Цивільне працевлаштоване населення становило 129 осіб. Основні галузі зайнятості: виробництво — 32,6 %, освіта, охорона здоров'я та соціальна допомога — 26,4 %, фінанси, страхування та нерухомість — 13,2 %, роздрібна торгівля — 4,7 %.